# Adriaan Pauw

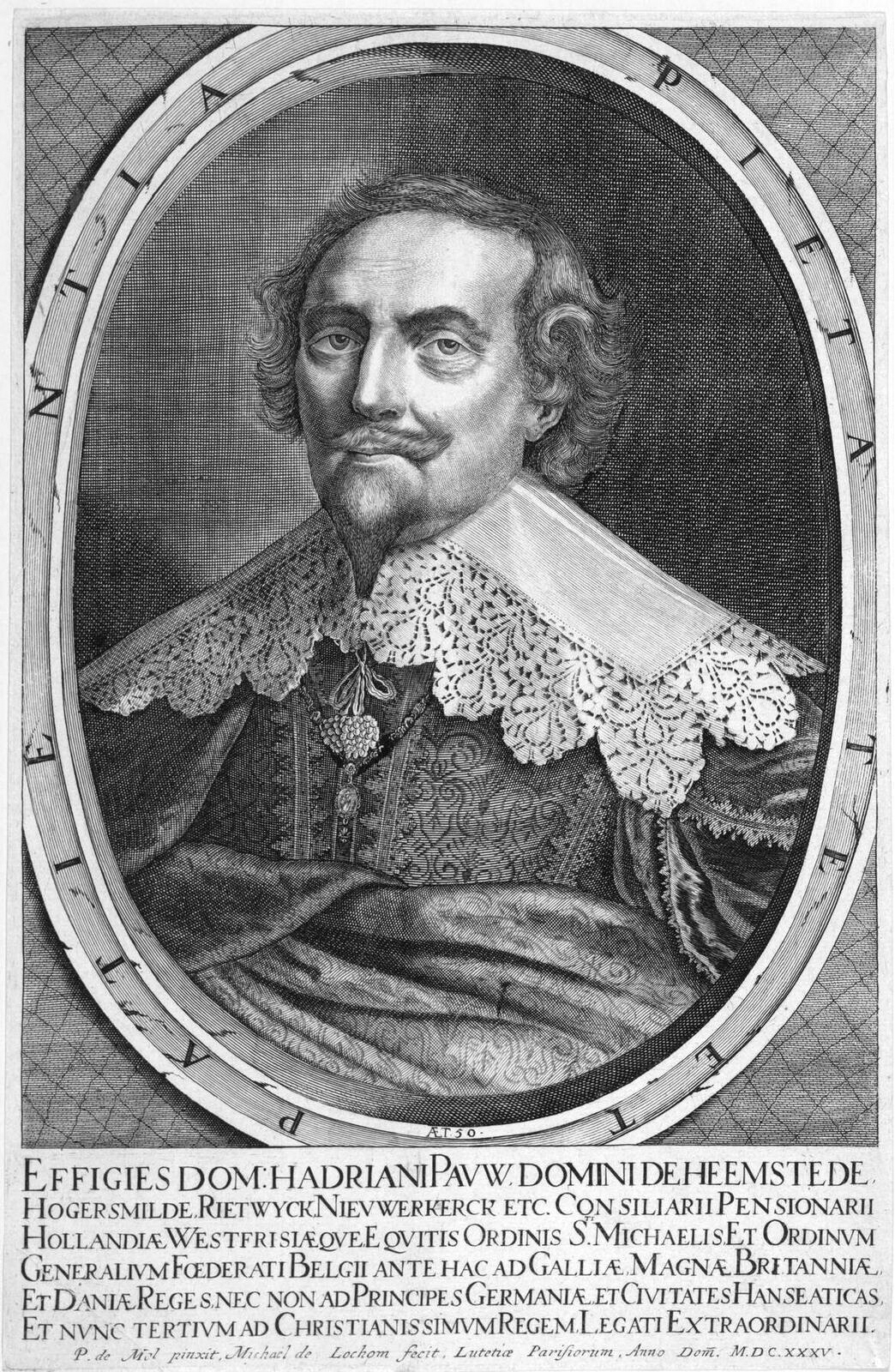
Adriaan Pauw (1635)

Ritter Adriaan Pauw (* 1. November 1585; † 21. Februar 1653) war ein holländischer Politiker, Diplomat und Aristokrat. Zwischen 1631 und 1636 sowie zwischen 1651 und 1653 amtierte Pauw als Ratspensionär von Holland. 
Er entstammte dem Geschlecht Pauw, einer bedeutenden altadeligen Patrizierfamilie des Goldenen Zeitalters, und führte die Titel eines Vrijheer von Heemstede, Heeren von Bennebroek und Nieuwerkerk.

## Leben
Adriaan Pauw war der älteste Sohn von Reinier Pauw, Pensionaris und Bürgermeister von Amsterdam sowie ein vertrauter Ratsman des Statthalters Moritz von Oranien-Nassau geboren. Er heiratete 1606 Anna Seys (1583–1607), Tochter von Claes Seys und Tryn Claesdochter Cloeck, und 1610 in zweiter Ehe Anna (van) Ruytenburgh (1589–1648), Tochter des Pieter Gerriszoon und der Aeltge Pietersdochter. Aus beiden Ehen hat er insgesamt sieben Kinder. Zwischen 1611 und 1627 folgte Adriaan Pauw seinem Vater als Pensionär von Amsterdam nach. 1613 wurde er durch den englischen König Jakob I. geadelt. In diplomatischer Mission war er seit 1618 in Europa unterwegs, 1634 schloss er unter anderem das Staatsbündnis, dass den Eintritt Frankreichs gegen Spanien in den Dreißigjährigen Krieg regelt, ab. 1627 avancierte er zum Rat und Rechenmeister (Wirtschaftsprüfer) der niederländischen Provinzen Holland und Westfriesland. Zwischen 1631 und 1636 war Pauw Ratspensionär (Raadpensionaris) der Niederländischen Republik.

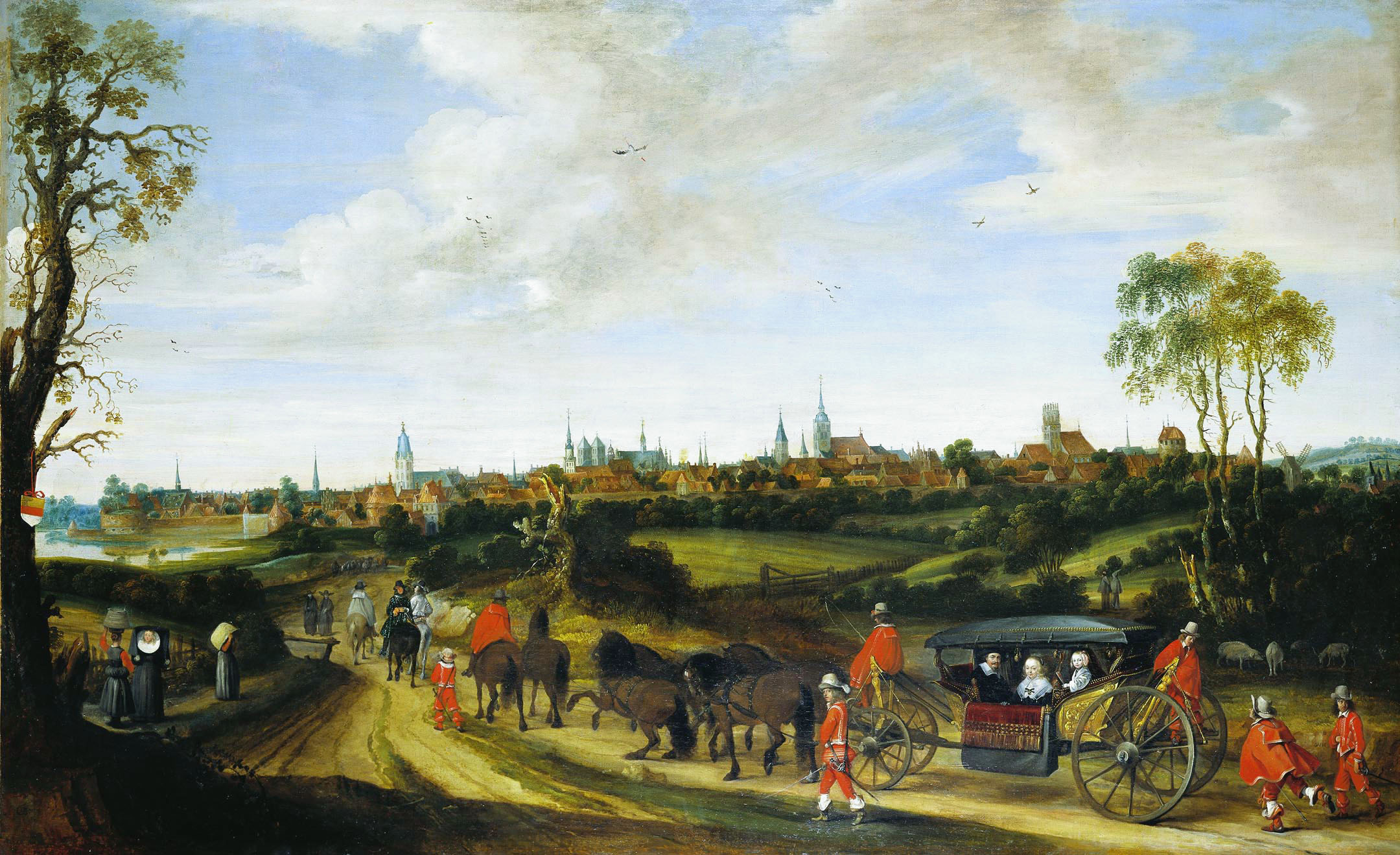
Einzug in Münster zu den Friedensverhandlungen 1643 (Stadtmuseum Münster)

1643 nahm er als Deputierter für Holland an den Verhandlungen um den Westfälischen Frieden in Münster teil, wo er als wichtigster Gesandter aus den Niederlanden angesehen wird. Auf einem Gemälde von Gerard ter Borch ist Pauw mit seiner Gattin und Enkelin in einer sechsspännigen Kutsche mit drei Vorreitern beim Einzug zu den Friedensverhandlungen zu sehen.
1647 traten Pauw, Andries Bicker, Cornelis de Graeff und der weitere innere Machtzirkel der Staaten von Holland erstmals für eine drastische Reduzierung der niederländischen Streitkräfte (unter dem Befehl des oranischen Statthalters) auf. 1651 wurde Pauw noch einmal Ratspensionär. Er starb am 21. Februar 1653 und in Den Haag und wurde in der Gruft im Chor der Oude Kerk zu Heemstede beigesetzt, wo sein Epitaph erhalten ist.
Nach der Vertragsunterzeichnung am 30. Januar 1648 kehrte Pauw nach Den Haag zurück, von wo er nach der Zustimmung der Generalstaaten zur Ratifizierung des Vertrages am 27. April am 3. Mai wieder in Münster eintraf. Die Ratifikation des Friedens am 15. Mai 1648 in der Ratskammer zu Münster stellte den Höhepunkt seines politischen Wirkens dar.

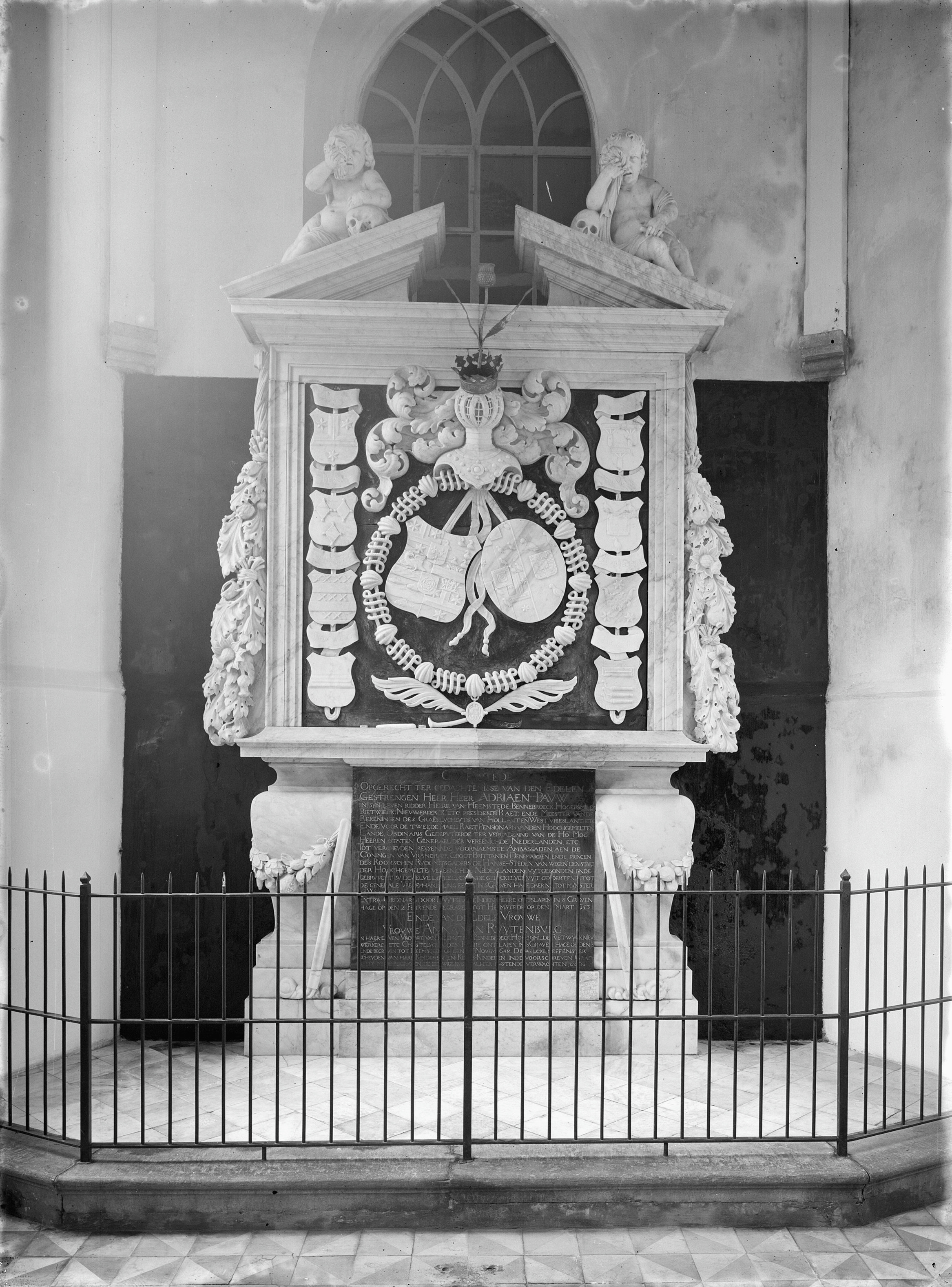
Grabmonument van Adriaan Pauw in Heemstede

Seine große Privatbibliothek, die Bibliotheca Heemstediana mit etwa 16.000 Büchern, wurde versteigert. Einen kleinen Teil bekam die Herzog August Bibliothek zu Wolfenbüttel.
Sein Sohn Adriaen Pauw (1622–1697) war Rat und Präsident des holländischen Gerichtshofes – dem Hof van Holland – und war im Jahr 1672, dem Rampjaar, für die Prozessführung gegen Cornelis de Witt verantwortlich.

## Bilder zu Adriaan Pauw

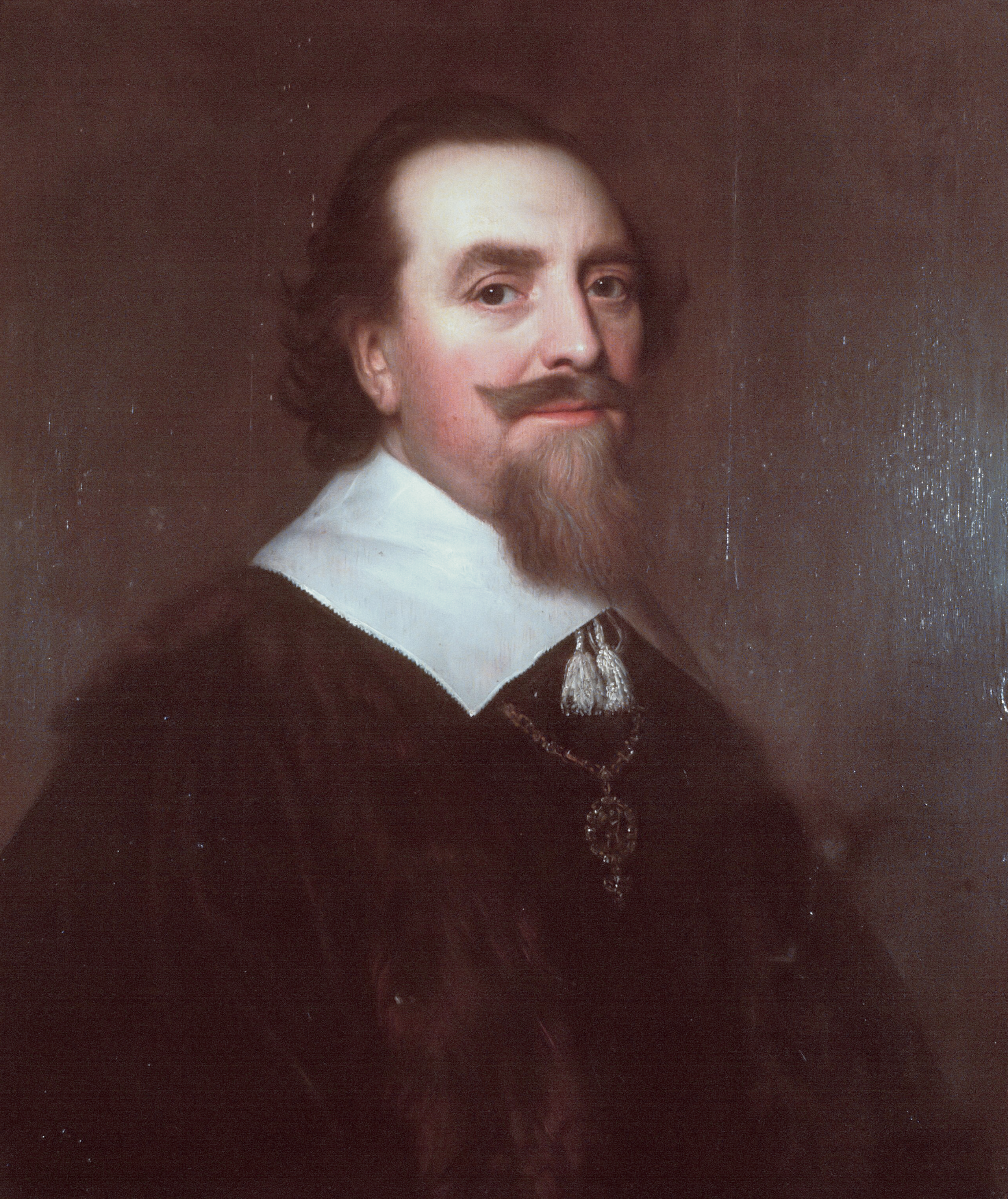
Gerard van Honthorst: Porträt von 1651
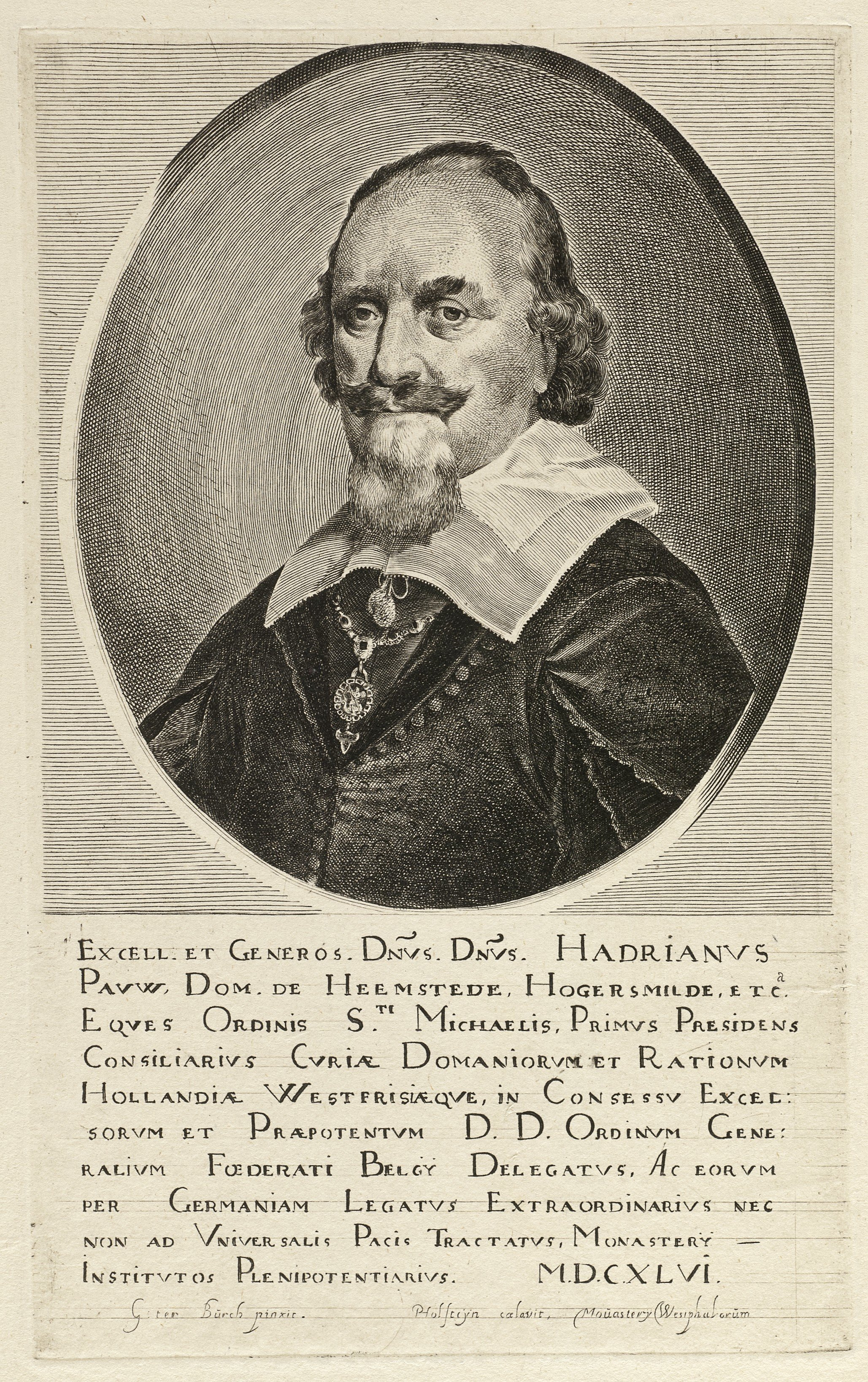
Adriaan Pauw Kupferstich von Pieter Holsteyn
Kupferstich
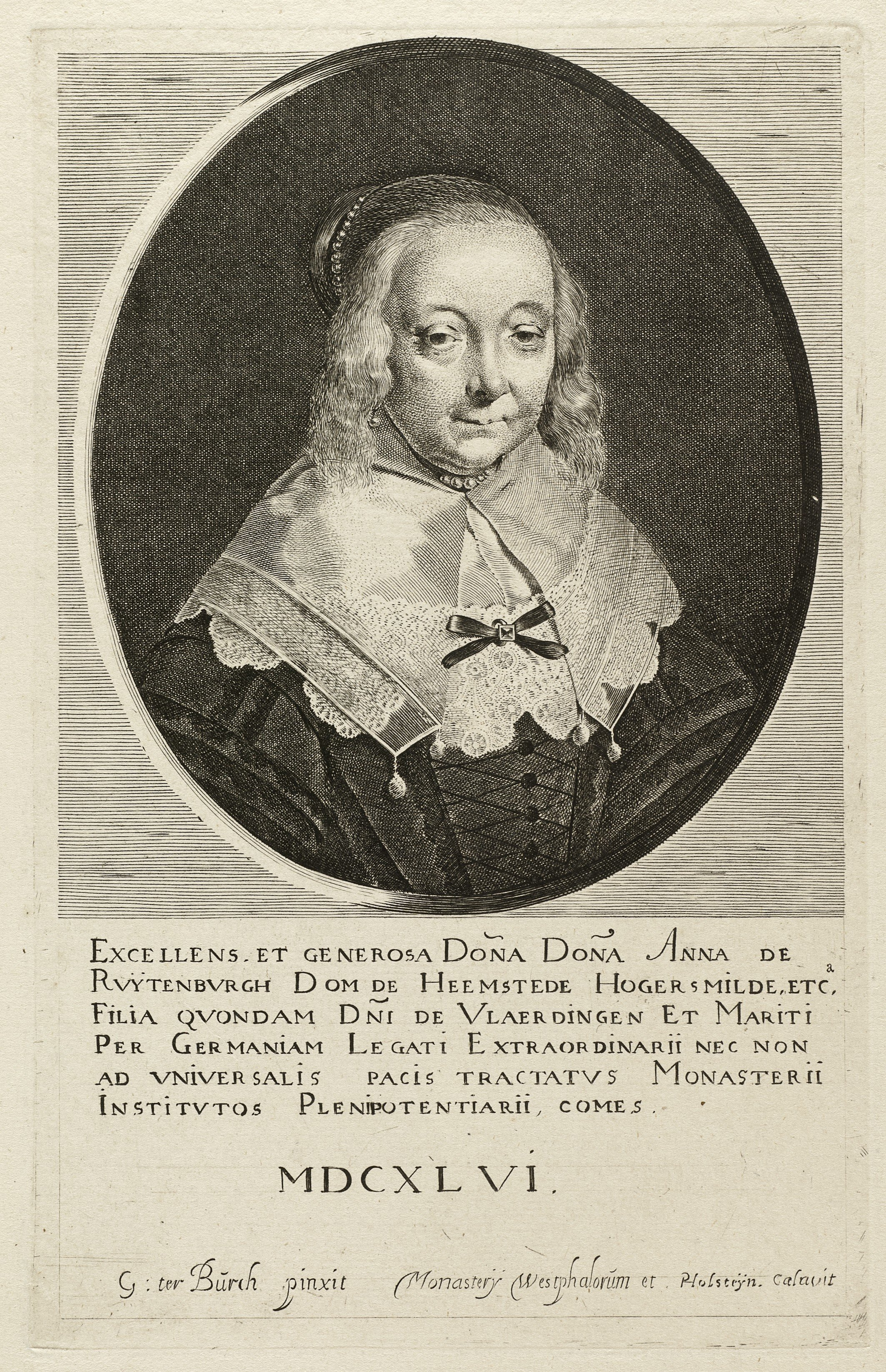
Anna van Ruytenburgh, Kupferstich von Pieter Holsteyn nach Gerard ter Borch
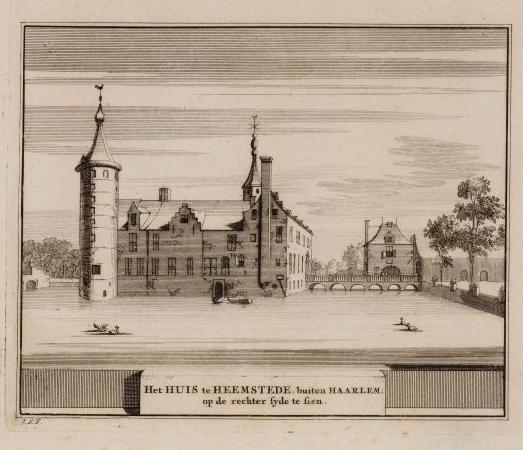
Roelant Roghman: Schloss Heemstede 1651